# جیمز آیلند (کارولینای جنوبی)
جیمز آیلند (به انگلیسی: James Island) یک منطقهٔ مسکونی در ایالات متحده آمریکا است که در کارولینای جنوبی واقع شده است.
جزیره جیمز یک شهر در شهرستان چارلستون، کارولینای جنوبی، ایالات متحده است. این شهر در بخش‌های مرکزی و جنوبی جزیره جیمز قرار دارد و بخشی از منطقه کلان‌شهری چارلستون-نورث چارلستون-سامرویل و منطقه شهری چارلستون-نورث چارلستون محسوب می‌شود. این جزیره با تاریخچه‌ای غنی و پیشینه‌ای پرفراز و نشیب، نقشی مهم در تاریخ ایالات متحده ایفا کرده است.

## تاریخچه و نقش در جنگ‌های آمریکا
جزیره جیمز در تاریخ آمریکا جایگاه ویژه‌ای دارد. در ۱۴ نوامبر ۱۷۸۲، «تادئوش کوشچوشکو»، یکی از افسران ارتش قاره‌ای، آخرین نبرد مسلحانه شناخته‌شده جنگ انقلاب آمریکا را علیه نیروهای بریتانیایی در این جزیره رهبری کرد. در جریان جنگ داخلی آمریکا نیز، نبرد «سشن‌ویل» در این جزیره رخ داد. این جزیره که در گذشته منطقه‌ای نیمه‌روستایی بوده است، تحت تأثیر گسترش شهر چارلستون و روند شهرنشینی، تغییرات عمده‌ای را تجربه کرده است.

## مسائل حقوقی و تشکیل شهر
ساکنان جزیره جیمز برای نخستین بار در ۸ ژانویه ۱۹۹۳ شهر خود را به ثبت رساندند. با این حال، مشکلات حقوقی ناشی از دعوی شهر چارلستون مبنی بر غیرپیوسته بودن بخش‌هایی از شهر، منجر به انحلال آن شد. پس از تغییر قوانین ایالتی، این شهر در سال ۲۰۰۲ بار دیگر تشکیل شد، اما این بار نیز با چالش‌های قانونی مواجه گردید و بار دیگر منحل شد. سرانجام، پس از تغییرات بیشتر در قوانین، شهر جیمز در سال ۲۰۰۶ و سپس در سال ۲۰۱۲ برای چهارمین بار به صورت رسمی تشکیل شد.

## جمعیت و محدوده جغرافیایی
مرزهای شهر جیمز هرگز کل جزیره جیمز را شامل نشده است، زیرا بخش‌هایی از جزیره پیش از تشکیل شهر، توسط چارلستون ضمیمه شده بودند. بر اساس سرشماری سال ۲۰۱۰، حدود ۱۸ هزار نفر در مرزهای شهر زندگی می‌کردند، در حالی که ۲۰ هزار نفر دیگر در محدوده شهری چارلستون بودند. امروزه شهر جیمز دارای جمعیتی حدود ۱۱٬۵۰۰ نفر است، در حالی که حدود ۶٬۰۰۰ نفر در شهرستان چارلستون و ۲۰٬۰۰۰ نفر در محدوده چارلستون باقی مانده‌اند.

## مکان‌های تاریخی و فرهنگی
جزیره جیمز به‌واسطه رویدادهای تاریخی و مکان‌های دیدنی‌اش شناخته می‌شود. از جمله این مکان‌ها می‌توان به "مزرعه مک‌لود"، یک مزرعه سابق پنبه جزیره‌ای، و "فورت جانسون"، که گفته می‌شود اولین شلیک جنگ داخلی در آن انجام شده است، اشاره کرد. همچنین، بقایای "فورت لامار" و مکان‌هایی مانند "حلقه صدف فانوس دریایی"، "خانه مزرعه مارش‌لند"، و "خانه مزرعه‌داران ساحلی شماره ۷۶۷" در فهرست ثبت ملی اماکن تاریخی قرار دارند. این جزیره با بازسازی‌های اخیر، به حفظ و نمایش تاریخ خود ادامه می‌دهد.